# Бад-Грененбах
Бад-Грененбах (нім. Bad Grönenbach) — громада в Німеччині, знаходиться в землі Баварія. Підпорядковується адміністративному округу Швабія. Входить до складу району Унтеральгой. Центр об'єднання громад Бад-Грененбах.
Площа — 42,03 км2. Населення становить 5722 ос. (станом на 31 грудня 2020).

## Галерея

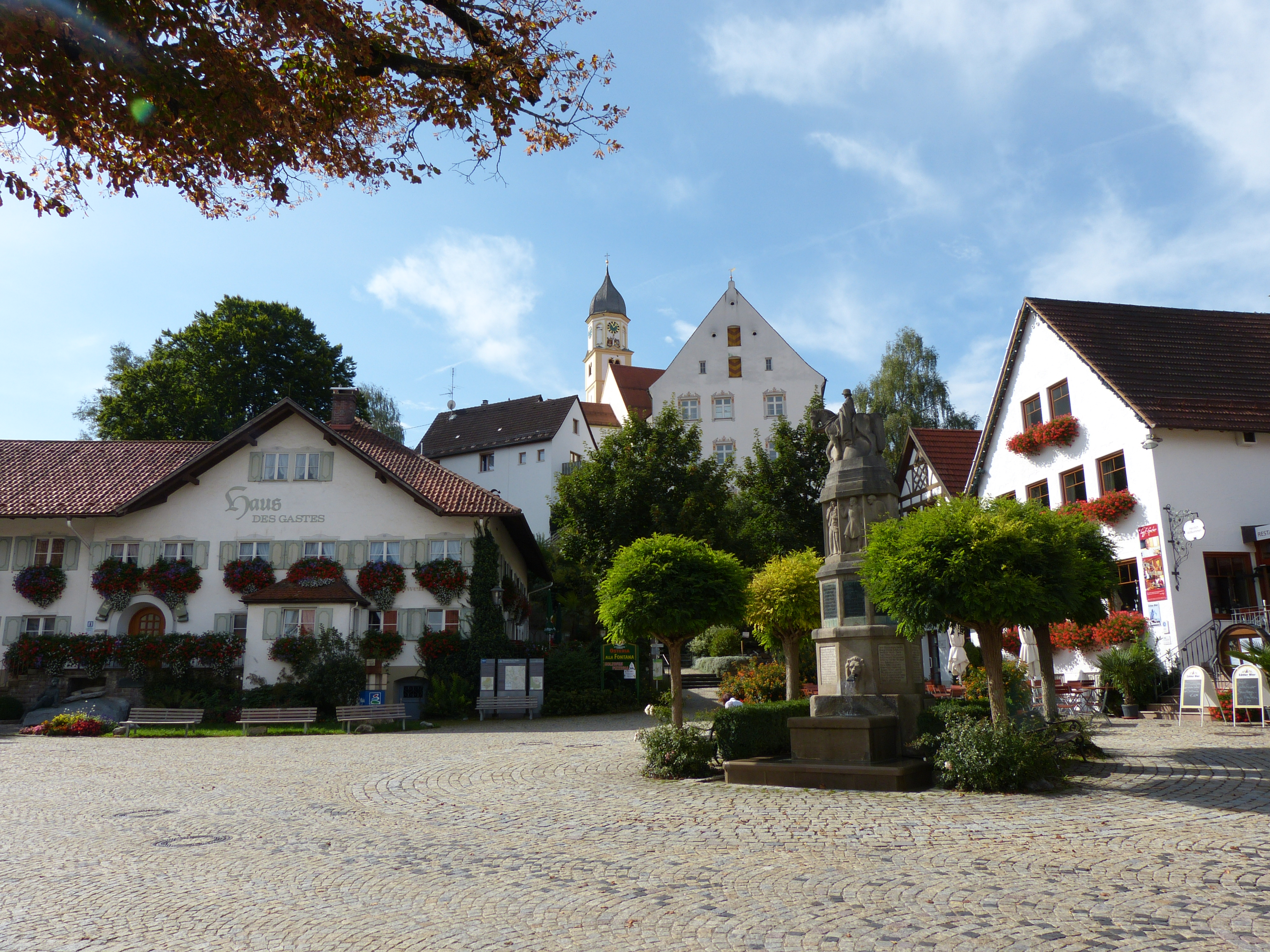
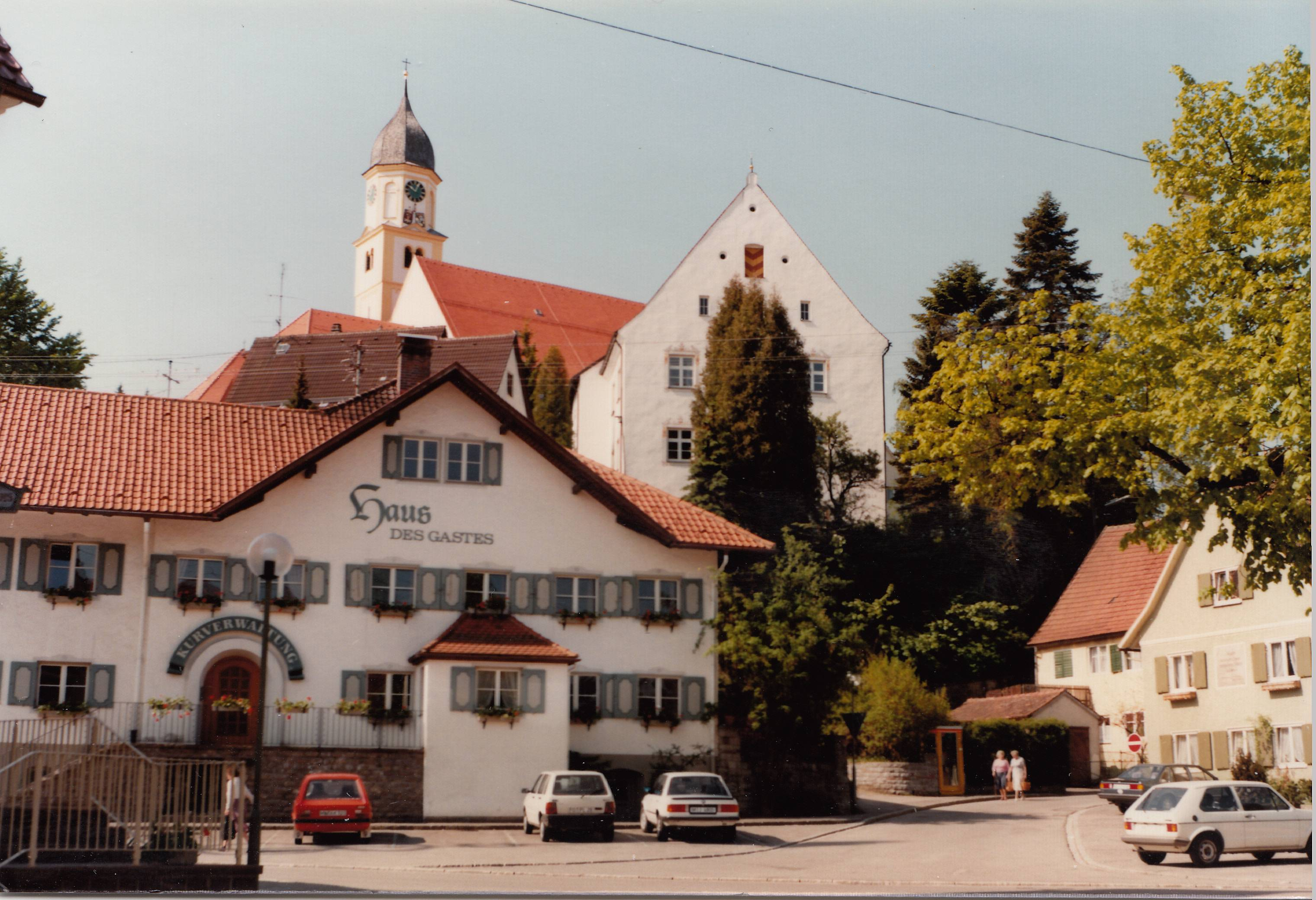
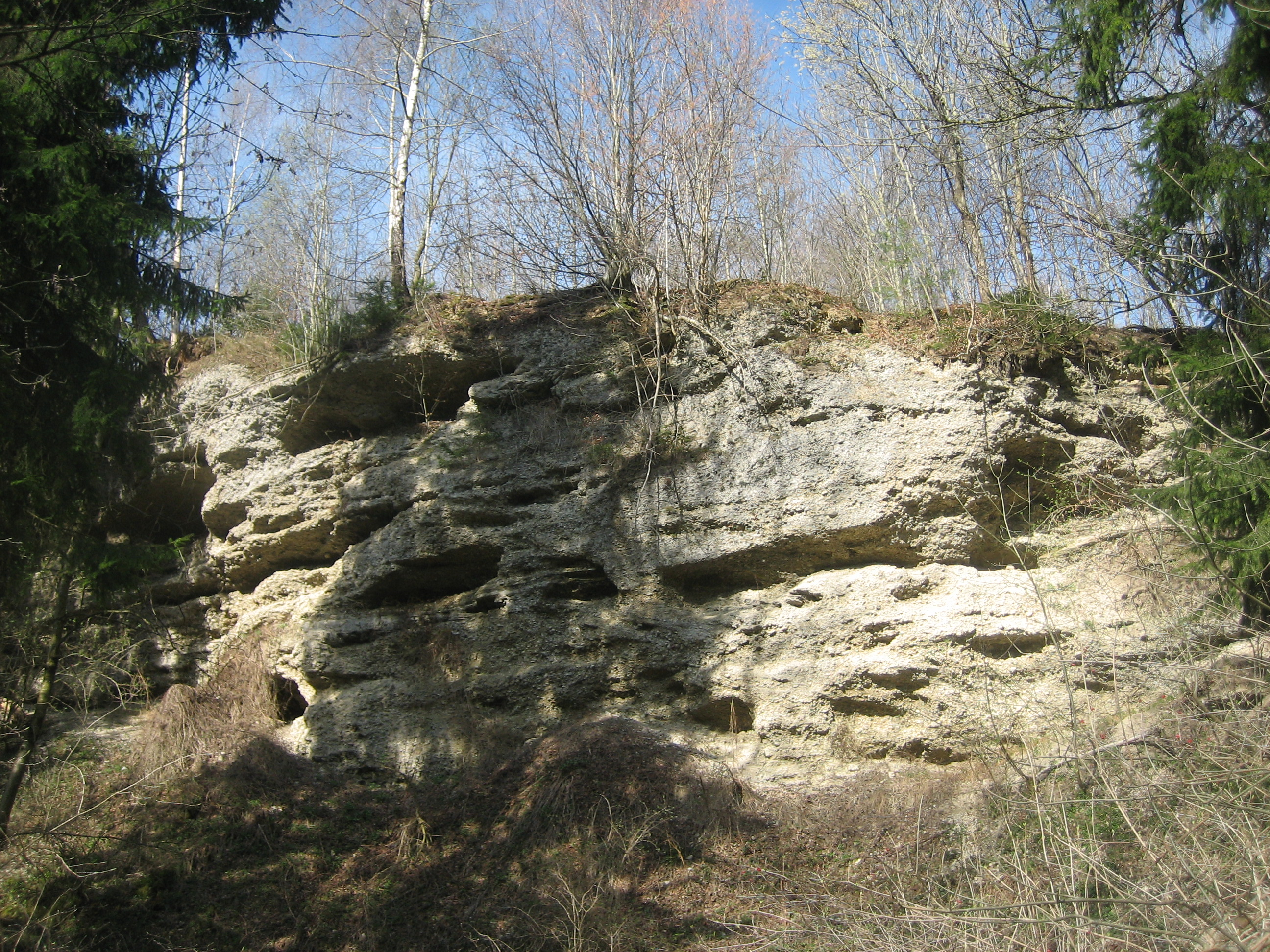
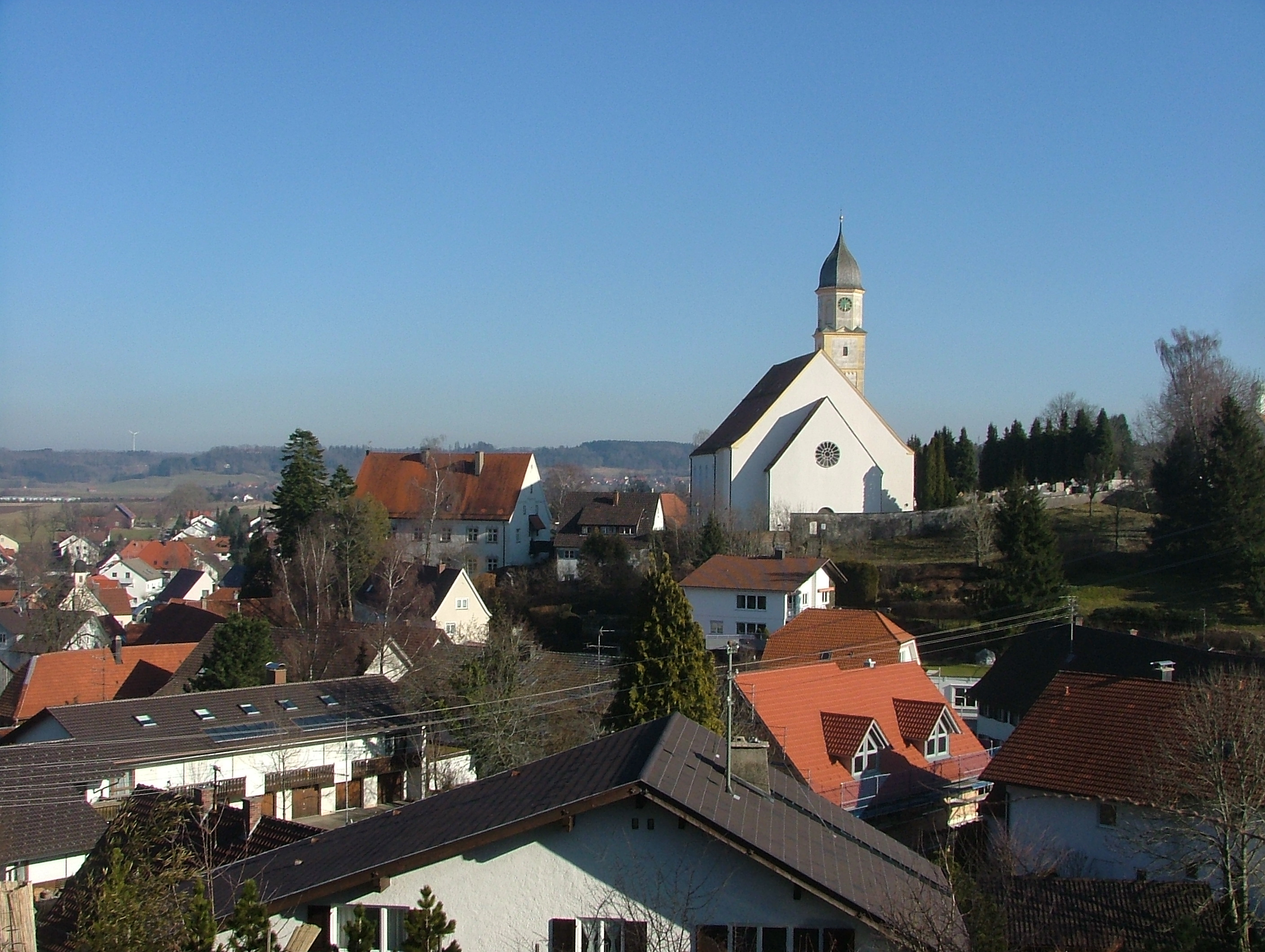
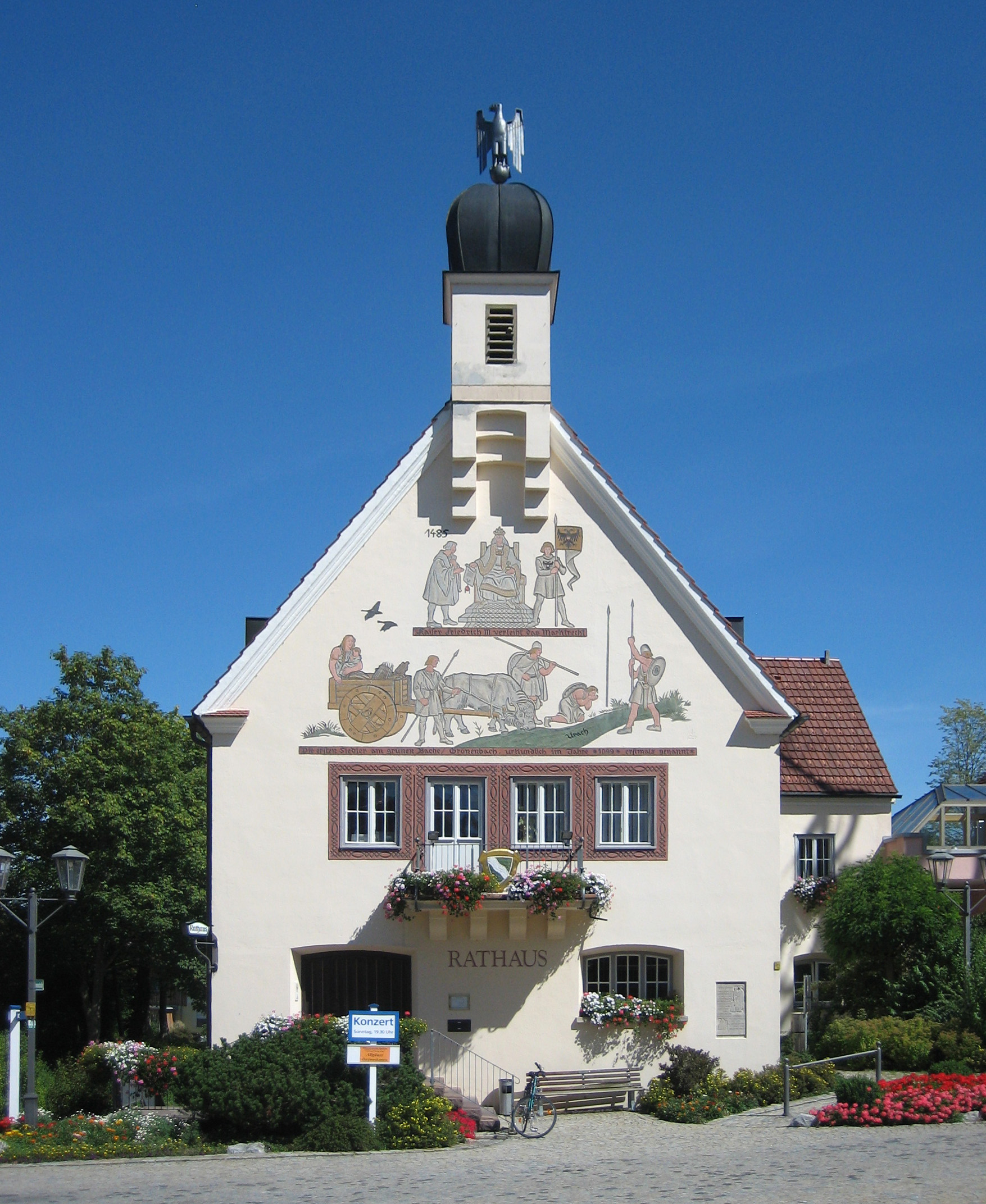
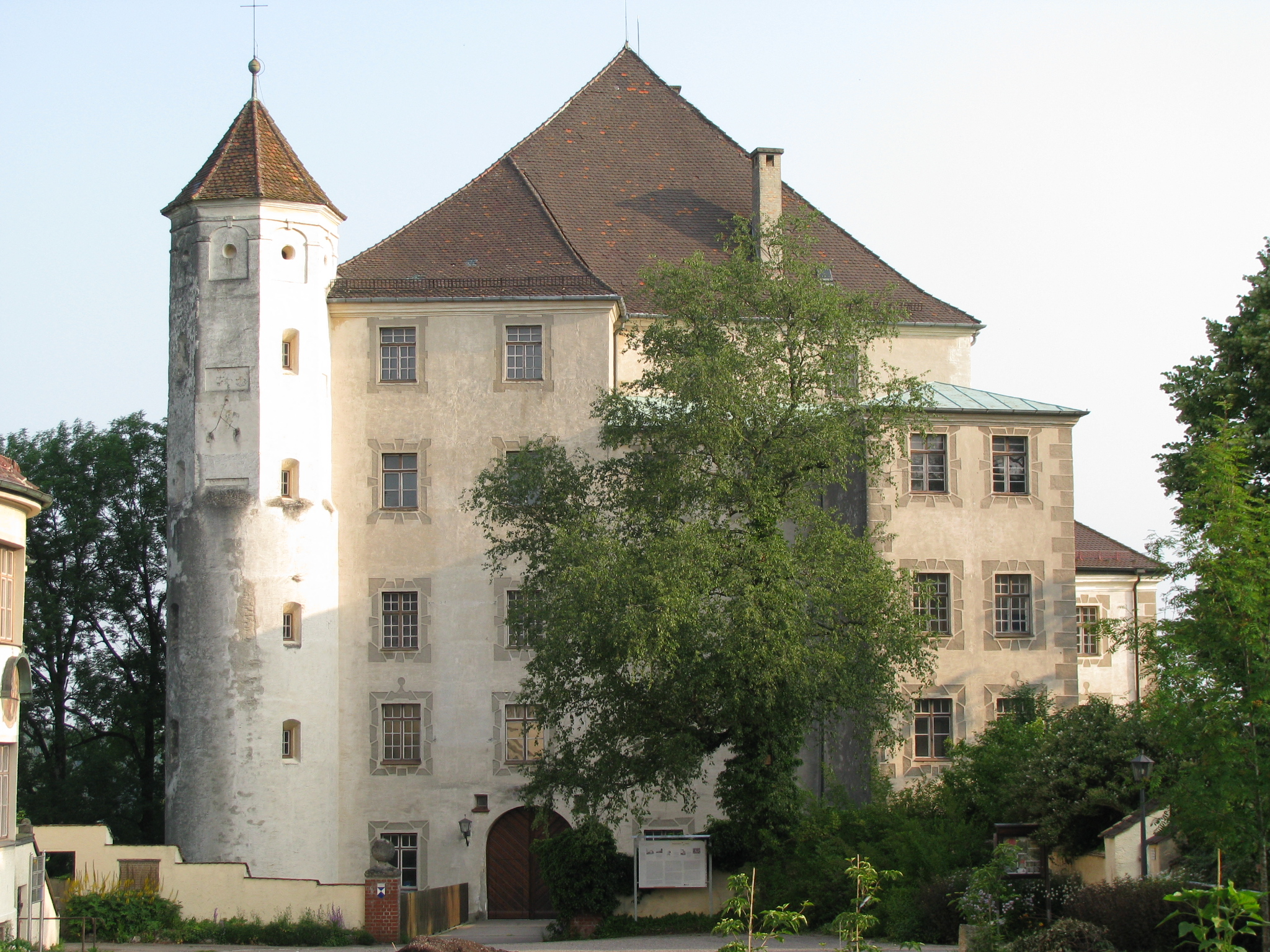